# Lost!
Lost! – singiel brytyjskiej formacji muzycznej Coldplay, pochodzący z albumu Viva la Vida or Death and All His Friends. Teledysk został nagrany w United Center w Chicago. Swoją premierę singel miał 10 listopada 2008.